# Quận Dade, Georgia
Quận Dade là một quận trong tiểu bang Georgia, Hoa Kỳ. Quận lỵ đóng ở thành phố Trenton 6. Theo điều tra dân số năm 2000 của Cục điều tra dân số Hoa Kỳ, quận có dân số 15.154 người 2. Năm 2007, ước tính dân số khoảng 16.098 người.